# Eimeria maxima
Eimeria maxima należy do królestwa protista, rodziny Eimeriidae, rodzaj Eimeria. Wywołuje u kur chorobę pasożytniczą - kokcydiozę. Eimeria maxima pasożytuje w jelicie cienkim.